# Гашербрум — сверкающая гора
«Гашербрум — сверкающая гора» (нем. Gasherbrum — Der leuchtende Berg) — документальный фильм режиссёра Вернера Херцога, вышедший на экраны в 1984 году.

## Сюжет
Альпинисты Райнхольд Месснер и Ханс Каммерландер задумали экспедицию на хребет Каракорум, включающую дерзкое восхождение сразу на два пика-восьмитысячника горного массива Гашербрум. Вершины I и II планируется покорить одну за другой, без возвращения в базовый лагерь, что делает замысел экстраординарным и чрезвычайно рискованным. Вернер Херцог со своей съёмочной группой сопровождает альпинистов до базового лагеря, надеясь понять главное: что заставляет людей совершать такие поступки? Наконец, Месснер и Каммерландер уходят вверх по леднику. Напряжённое ожидание в течение 7,5 дней завершается счастливым образом: спортсмены возвращаются в лагерь живыми и здоровыми.